# Bullitt
Pour les articles homonymes, voir Bullitt (homonymie).
Ne doit pas être confondu avec Bullet.
Pour plus de détails, voir Fiche technique et Distribution.
Bullitt est un film américain réalisé par Peter Yates, sorti en 1968. Il met en vedette Steve McQueen, Robert Vaughn et Jacqueline Bisset. Il s'agit d'une adaptation du roman Un silence de mort (Mute Witness) de Robert L. Fish.
Le film suit Frank Bullitt, un lieutenant de police de San Francisco, qui est chargé par un homme politique ambitieux, Walter Chalmers, de protéger Johnny Ross, gangster dont le témoignage est capital dans un procès où est impliqué cette personnalité politique. Malgré les précautions prises par Bullitt et ses hommes, Ross est grièvement blessé et décède des suites de ses blessures sur son lit d'hôpital. Bullitt mène alors l'enquête pour retrouver les meurtriers.
Distribué par Warner Bros.-Seven Arts le 17 octobre 1968, Bullitt est un succès critique et commercial, gagnant en 1969 l'Oscar du meilleur montage, décerné à Frank P. Keller, et une nomination pour la meilleure bande-son. La même année, les scénaristes Trustman et Kleiner gagnent le prix Edgar-Allan-Poe du meilleur scénario décerné par l'association Mystery Writers of America.
Bullitt est notamment connu pour la scène de la course-poursuite à travers les rues de San Francisco, qui devint par la suite une des scènes les plus influentes de l'histoire du cinéma.
En 2007, le film est sélectionné pour intégrer le National Film Registry et être conservé à la bibliothèque du Congrès américain pour son « importance culturelle, historique ou esthétique ».

## Synopsis
Le sénateur Walter Chalmers doit assister à l'audience d'un sous-comité du Sénat des États-Unis sur le crime organisé à San Francisco. Afin d'améliorer sa réputation politique, il espère faire tomber Peter Ross, le mafieux de Chicago à l'aide d'un témoin-clé, Johnny Ross, le propre frère de Peter. Le film se déroule pendant le week-end précédant l'audience, du vendredi au dimanche soir.
Chalmers convoque alors le populaire lieutenant de police Frank Bullitt dans sa luxueuse villa de Pacific Heights sur Vallejo Street. Il exige de la police de San Francisco qu'elle assure la protection de Johnny Ross pendant ce week-end. Bullitt, le sergent Delgetti et l'inspecteur Carl Stanton se relaient pour assurer une protection 24 heures sur 24 à l'hôtel Daniels, un hôtel bon marché proche de l'autoroute Embarcadero Freeway. Alors que Bullitt dîne avec son amie Cathy dans un cabaret branché puis la « raccompagne », la garde de nuit du samedi soir est assurée par le jeune Stanton.
Dans la nuit, deux hommes (dont un qui, selon le réceptionniste, serait Chalmers) se présentent à l'hôtel et demandent à voir Ross. Pendant que Stanton téléphone à Bullitt pour demander des instructions, Ross ôte discrètement la chaîne de sécurité de la porte de la chambre. Quelques secondes plus tard, deux hommes font irruption dans la pièce. L'un d'eux ouvre le feu avec un fusil de chasse Winchester à pompe (système d'armement placé sous le canon pour introduire une nouvelle cartouche qui se manœuvre comme une pompe d'un mouvement arrière-avant). Stanton, atteint à la cuisse, tombe inconscient et Ross, atteint d'une décharge de chevrotine au thorax, est laissé pour mort sur son lit.
Bullitt arrive trop tard. Il accompagne Stanton à l'hôpital tandis que Delgetti suit Ross. Chalmers, en colère, profère des menaces contre Bullitt. Il veut faire remplacer le chirurgien par un homme sous ses ordres.
Le tireur de l'hôtel, armé d'un pic à glace scotché à sa cheville, arrive à l'hôpital pour achever Ross. Alerté par le cri d'une infirmière, Bullitt le prend en chasse dans les sous-sols de l'hôpital mais l'homme réussit à prendre la fuite. Dans le même temps, Ross fait un arrêt cardiaque ; les médecins ne parviennent pas à le réanimer et ce dernier meurt de ses blessures. Pour éviter que l'affaire ne soit classée, Bullitt demande au docteur Willard de taire la mort de Ross, de l'enregistrer comme « John Doe » (un nom générique) et d'égarer quelques jours le dossier. Il fait emporter le corps à la morgue par une ambulance privée et rentre chez lui.
Le dimanche matin, Chalmers arrive à l'hôpital, fou furieux de voir que Ross a disparu. Il exige que Bullitt lui restitue son témoin, mais le policier refuse obstinément. Contacté par Chalmers, le capitaine Sam Bennet refuse de faire pression sur Bullitt pour qu'il restitue Ross. Chalmers fait alors un chantage à Sam Bennett (alors que le policier entre dimanche matin avec sa famille à la Grace Cathedral) en jouant sur ses sentiments ou sa carrière ; finalement, il lui remet devant ses gardes du corps (qui sont témoins) une injonction juridique officielle (habeas corpus) l'obligeant à présenter le témoin.
Pendant ce temps, Bullitt cherche à reconstituer les dernières heures de Ross. Il retrouve dans un centre de lavage automobile le chauffeur de taxi, Weissberg, qui l'a amené à l'hôtel. Reprenant son parcours, Weissberg lui dit que Ross a passé deux coups de téléphone depuis une cabine publique dont un appel longue distance (« il a utilisé beaucoup de pièces »). Un petit truand, occasionnellement indicateur (qui espère, en retour, une intervention du policier en faveur d'un ami emprisonné), informe Bullitt que l'Organisation de Chicago recherche activement Johnny Ross, qui lui a volé 2 millions de dollars.

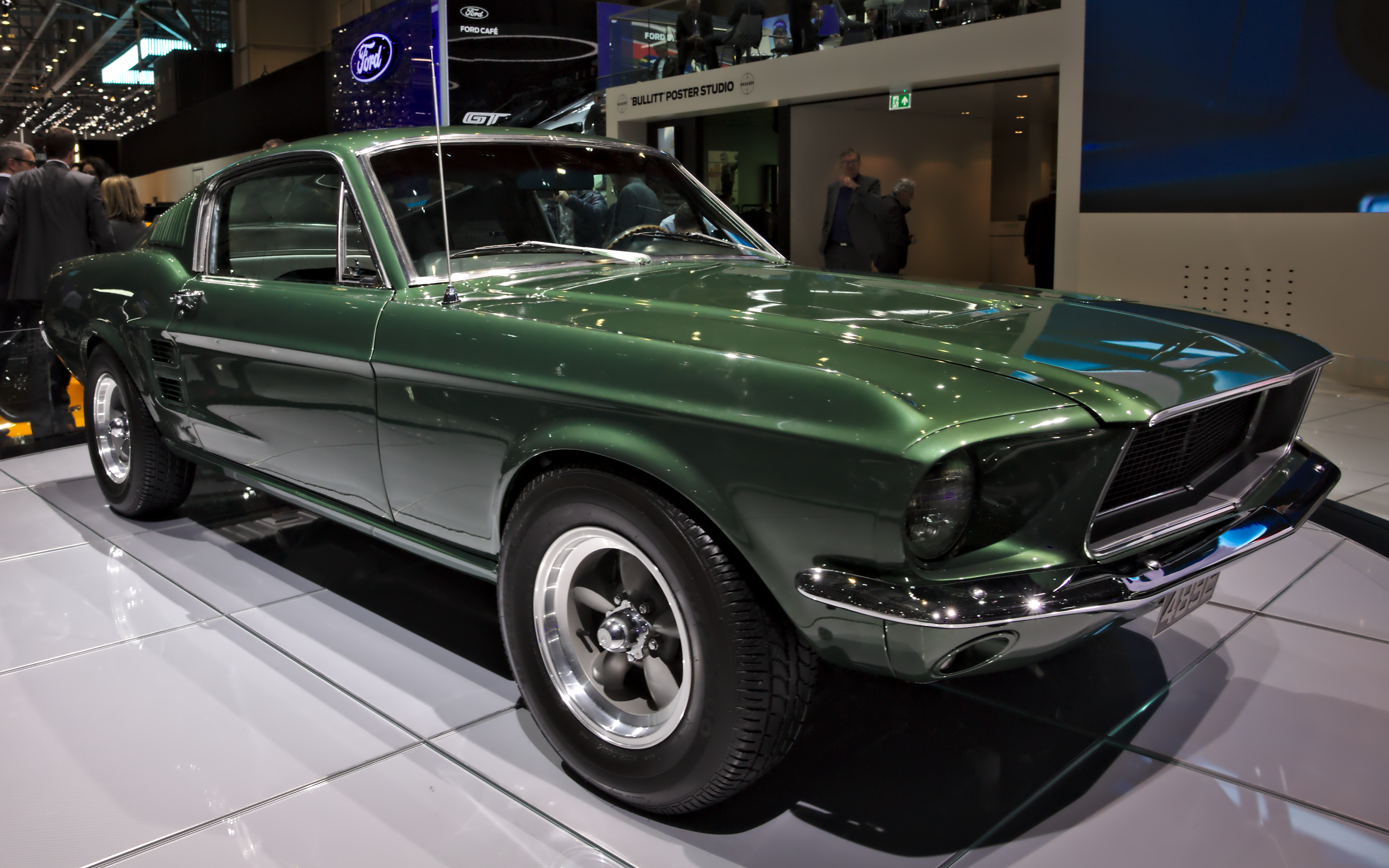
La Ford Mustang Bullitt 68 (2018).

De retour au centre de lavage, Bullitt reprend son véhicule, une Ford Mustang GT Fastback verte et se rend compte qu'il est filé par une voiture (une Dodge Charger RT noire). En utilisant des détours, il réussit à se retrouver derrière elle et la prend en chasse. C'est le début de la longue et célèbre poursuite de voitures dans les rues de San Francisco, souvent en pente raide dans les descentes vers le port. La poursuite continue en banlieue. Le passager de la Dodge (qui est celui qui a tué Ross) essaie de tirer au fusil à pompe sur Bullitt, mais il est gêné par la vitesse. Finalement, la voiture des tueurs fait une sortie de route et percute une station-service, explose et prend feu. La piste s'arrête.
De retour au poste de police, Bullitt essuie un blâme de la part de son chef, qui est mis sous pression par sa hiérarchie, acquise à Chalmers. Le capitaine ordonne à Bullitt de restituer le corps au plus tard le lundi matin, limite de l’habeas corpus. La direction de la police, cherchant à gêner Bullitt, refuse de lui fournir une voiture de remplacement. Ce dernier est contraint de se faire conduire par son amie Cathy (dans une Porsche 356 C Cabriolet jaune) à l'hôtel où Ross a appelé. Il y découvre le corps d'une femme, inscrite sous le nom de Dorothy Simmons, récemment étranglée. Cathy, qui voit le corps, est perturbée. Elle exprime sa crainte que Bullitt ne soit en train de devenir aussi froid et insensible que les criminels qu'il chasse.
Dans les bagages de la femme décédée, Bullitt et le sergent Delgetti trouvent deux étuis (vides) de passeport et de billet d'avion, deux brochures d'une agence de voyages basée à Chicago avec une publicité pour des forfaits vacances à Rome. Ils trouvent aussi, cachés dans des vêtements, deux paquets de chèques de voyage pour presque 100 000 $ chacun. L'un d'eux a été signé par Mme Dorothy Rennick et l'autre par son mari, Albert E. Rennick. Bullitt demande à Delgetti d'appeler le service de l'immigration de Chicago pour obtenir les photos de passeport de M. et Mme Albert Rennick.
Chalmers arrive au commissariat et exige que Bullitt signe un aveu reconnaissant que Ross est mort alors qu'il en avait la garde. Bullitt refuse, et lorsque la photo du passeport d'Albert Rennick, vendeur de voitures de Chicago, arrive par télécopie, elle s'avère être celle de la personne connue sous le nom de Ross et qui a été tuée. Bullitt apporte donc la preuve à Chalmers qu'il a demandé la protection d'un homme qui n'était pas Johnny Ross.
À l'aéroport, des réservations pour Rome sont faites au nom de M. et Mme Rennick. Mais la recherche sur le vol pour Rome ne révèle aucun Ross ou Rennick. Bullitt devine que Ross est monté un peu plus tôt dans un avion pour Londres et fait arrêter l'avion qui s'apprêtait à décoller. Chalmers, fou de rage de se voir berné par Ross, arrive à l'aéroport et fait une dernière tentative pour récupérer le mafioso, témoin capital qui doit comparaître devant la commission d'enquête, mais Bullitt refuse de façon abrupte.
L'avion revient au satellite de départ et tous les passagers sont priés de débarquer. Ross, prudent, ne se presse pas pour descendre. Soudain, devinant qu'il est recherché, il saute de l'appareil par une porte arrière et s'enfuit en courant sur la piste. Bullitt le poursuit sur la piste malgré les avions qui décollent. Ils échangent des coups de feu et se retrouvent dans le terminal de l'aéroport. Ross tire alors sur un policier mais se retrouve coincé dans un sas d'entrée vitré et Bullitt, en légitime défense car Ross braque son arme sur lui, l'abat de trois balles.
Bullitt retourne ensuite chez Cathy qui s'était endormie en l'attendant. Il va dans la salle de bains se laver les mains, se regarde dans le miroir et se demande s'il est devenu un être froid et cynique, comme Cathy le redoute.
On peut reconstituer l'histoire comme suit :
Johnny Ross, un membre de la mafia de Chicago, a volé 2 millions de dollars à l'Organisation. Il a soudoyé un pigeon, Albert Rennick, inconnu des services de police, afin qu'il prenne sa place en échange des deux paquets de 100 000 dollars de chèques de voyage et deux billets à destination de Rome pour lui et sa femme. Il s'agissait de prétendre vouloir témoigner devant une commission anti-mafia, mais avec la promesse d'être délivré auparavant pendant le week-end : c'est la raison pour laquelle, à l'hôtel, le prétendu Ross a ouvert la porte à ses agresseurs. Les hommes « chargés de le libérer » sont en fait des tueurs de la mafia. Ross, qui a élaboré une stratégie complexe pour disparaître, a tué la femme de Rennick pour éviter qu'elle ne parle. La mort de Ross à l'issue d'une fusillade dans l'aéroport enterre l'enquête. Bullitt, en policier intègre et tenace, est frustré de son succès — et l'homme politique Chalmers peut retourner à ses prévarications : il sort de l'aéroport et monte tranquillement dans sa grosse voiture avec chauffeur ; l'arrière de la voiture porte un auto-collant : « support your local police ».

## Fiche technique
- Titre original : Bullitt
- Réalisation : Peter Yates
- Scénario : Harry Kleiner et Alan Trustman (en), d'après le roman Un silence de mort (Mute Witness) de Robert L. Fish
- Musique : Lalo Schifrin
- Photographie : William A. Fraker
- Montage : Frank P. Keller
- Costumes : Theadora Van Runkle
- Générique : Pablo Ferro
- Production : Philip D'Antoni et Robert Relyea
- Sociétés de production : Solar Productions
- Société de distribution : Warner Bros. Entertainment
- Pays de production :  États-Unis
- Langue originale : anglais
- Format : couleurs (Technicolor) - 1,85:1 - mono - 35 mm
- Budget : 5 500 000 $
- Genre : policier, action
- Durée : 113 minutes
- Dates de sortie :
  - États-Unis : 17 octobre 1968
  - France : 17 mars 1969
- Affiches : Bill Gold (États-Unis), Raymond Elseviers (Belgique), Michel Landi (France)

## Distribution
- Steve McQueen (VF : Jacques Thébault) : le lieutenant Frank Bullitt
- Robert Vaughn (VF : Louis Velle) : le sénateur Walter Chalmers
- Jacqueline Bisset (VF : Jeanine Freson) : Cathy
- Don Gordon (VF : Claude Joseph) : le sergent Neil Delgetti
- Simon Oakland (VF : Pierre Collet) : le capitaine Sam Bennett
- Norman Fell (VF : Jean Berger) : le capitaine Baker
- Robert Duvall (VF : Jacques Richard) : Weissberg, le conducteur de taxi
- Carl Reindel (en) (VF : Sady Rebbot) : l'inspecteur Carl Stanton
- Felice Orlandi (VF : Roger Rudel) : Albert E. Renick
- Pat Renella (en) : Johnny Ross
- Georg Stanford Brown (VF : Serge Sauvion) : le docteur Willard
- Justin Tarr (VF : Marc de Georgi) : Eddy
- Vic Tayback : (VF : Sady Rebbot) : Pete Ross
- Ed Peck : Wescott, le reporter à l'hôpital
- Al Checco : l’employé de bureau
- Paul Genge (en) (VF : Michel Bedetti) : Mike, l'homme au fusil dans la Dodge Charger
- Bill Hickman (en) : Phil, le conducteur de la Dodge Charger durant la poursuite
- Robert Lipton : le premier aide
- John Aprea : le tueur

## Production

### Genèse et développement
Le scénario du film, écrit par Alan Trustman (en) et Harry Kleiner, est l'adaptation d'un roman de Robert L. Pike, pseudonyme de Robert L. Fish, intitulé Mute Witness écrit en 1963 et traduit dans la Série noire sous le titre Un silence de mort.
Le film est produit par la société de production de Steve McQueen, Solar Productions, avec son associé Robert Relyea en producteur exécutif. Steve McQueen a confié la réalisation du film au réalisateur britannique après avoir vu et apprécié Trois milliards d'un coup (1967). Ce sont ses débuts à Hollywood. Pour autant, il n'accepta qu'à condition que le scénario soit modifié et que le tournage se déroule dans des décors naturels, ce qui permettait de moderniser le sujet. McQueen soutient ses exigences face à la Warner. Cependant, à la fin du tournage, la major, qui devait produire encore cinq autres films avec McQueen, préféra résilier le contrat qui les liait.

### Attribution des rôles
Steve McQueen, producteur avec sa société Solar Production, tient le rôle principal du film. Son personnage de flic rebelle s'inspire de la personnalité de l'inspecteur Dave Toschi, chargé de l'affaire du Zodiac, ce tueur qui défraya la chronique dans les années 1960 à San Francisco. L'acteur demanda à avoir les mêmes costumes, holster et arme à feu (revolver Colt Diamondback en .38 Special) que celui-ci.
Robert Duvall a un petit rôle de chauffeur de taxi qui fournit des informations à McQueen.

### Tournage
Le maire de San Francisco, Joseph Alioto, autorise à tourner dans sa ville et met trois policiers à disposition de l'équipe afin de barrer les rues et d'assurer la sécurité des lieux de tournage. Pour le remercier, Steve McQueen force la Warner à donner à la ville l'argent nécessaire à la construction d'une piscine.
C'est la première fois que l'injure « bullshit » est mentionnée dans le scénario d'une grosse production américaine.
Steve McQueen et sa société de production Solar se sont vu reprocher par le syndicat des acteurs de second plan d'avoir employé quatre véritables infirmières dans une scène se déroulant à l'hôpital, au lieu d'avoir eu recours à des figurants. Pour calmer le syndicat, l'acteur proposa qu'une partie des bénéfices leur soit versée en compensation.
Dans les dernières scènes, à l'aéroport international de San Francisco, Steve McQueen court lui-même sous les roues de l'avion. Ce n'est pas une doublure.

#### Course-poursuite
Au moment de la sortie de Bullitt, la scène de la course-poursuite motorisée dans les rues de San Francisco engendra un énorme engouement autour du film, parvenant à se démarquer de celles qui l'ont précédée par un réalisme saisissant, notamment grâce au positionnement judicieux des angles de vue. Cette scène fait désormais partie des classiques du cinéma américain. le critique de cinéma Emanuel Levy (en) écrivit en 2003 que « Bullitt contient une des poursuites de voiture les plus haletantes de l'histoire du cinéma, une séquence qui révolutionna les standards de Hollywood ». Dans sa notice nécrologique pour Peter Yates, Bruce Weber écrivit : « La notoriété de M. Yates s'appuie plus principalement sur Bullitt, son premier film américain, et plus précisément sur une scène particulière, une hallucinante course-poursuite en voiture qui est devenue instantanément un classique ». Le montage de cette scène permit au monteur Frank P. Keller de remporter l'Oscar du meilleur montage.
Cette fameuse scène inspira directement trois autres films avec des courses-poursuites automobiles célèbres : French Connection — film également produit par Philip D'Antoni — et Le Casse en 1971, et Police Puissance 7 en 1973.
La scène totale dure 10 minutes et 53 secondes. Cependant, les paysages connus défilent en arrière-plan d'une façon hallucinante. Cela débute dans le quartier de Fisherman's Wharf sur Columbus et Chestnut puis remonte vers le centre-ville allant sur Hyde et Laguna Streets. On reconnaît, au passage, silhouettés sur la baie de San Francisco, l'île d'Alcatraz, et la célèbre Coit Tower près de l'église St-Pierre et ses alentours. La poursuite continue sur Filbert Street et University Street. La scène se termine en dehors de la ville sur Guadalupe Canyon Parkway à Brisbane.

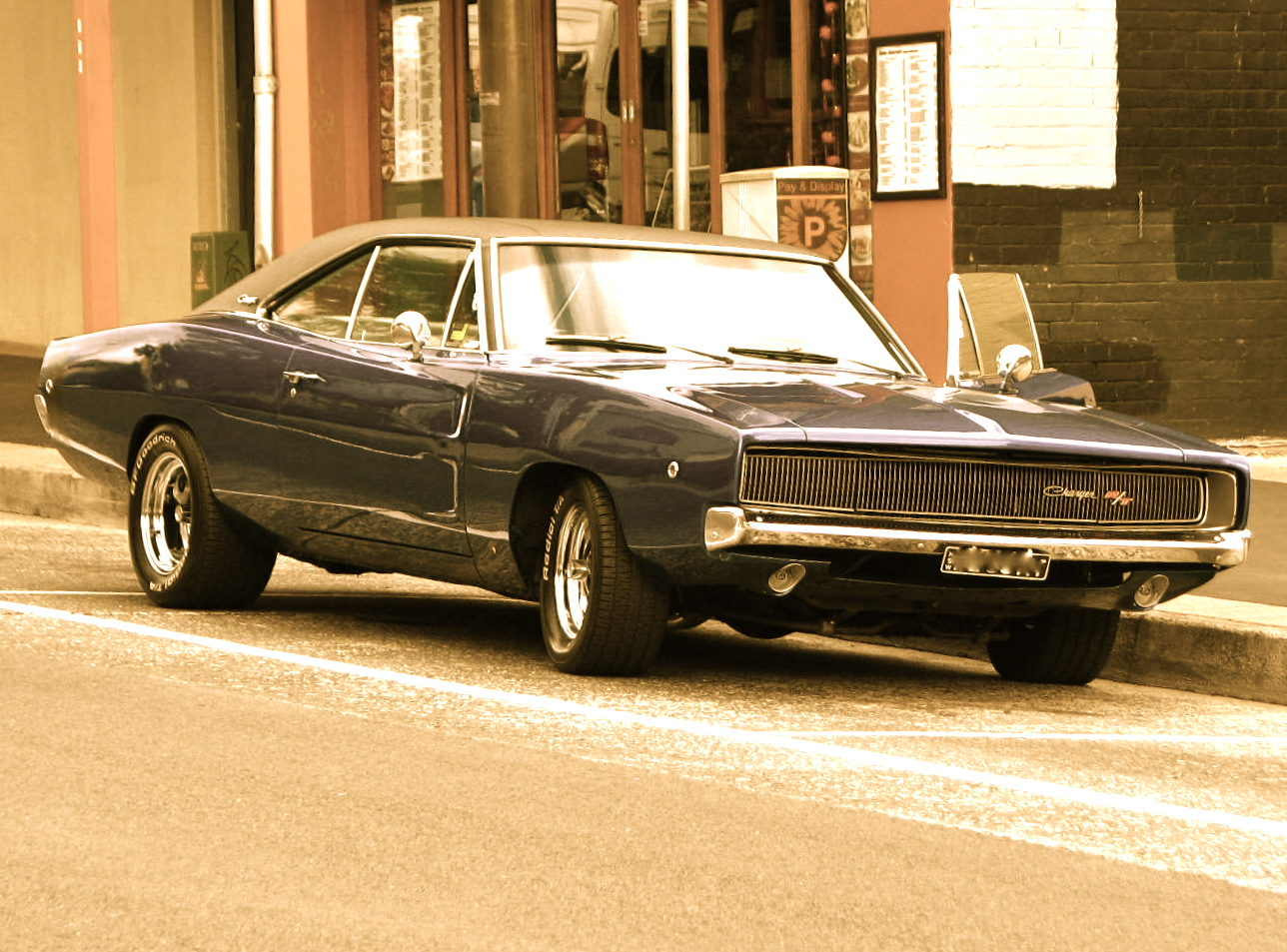
La « Mopar » Dodge Charger R/T de 1968.

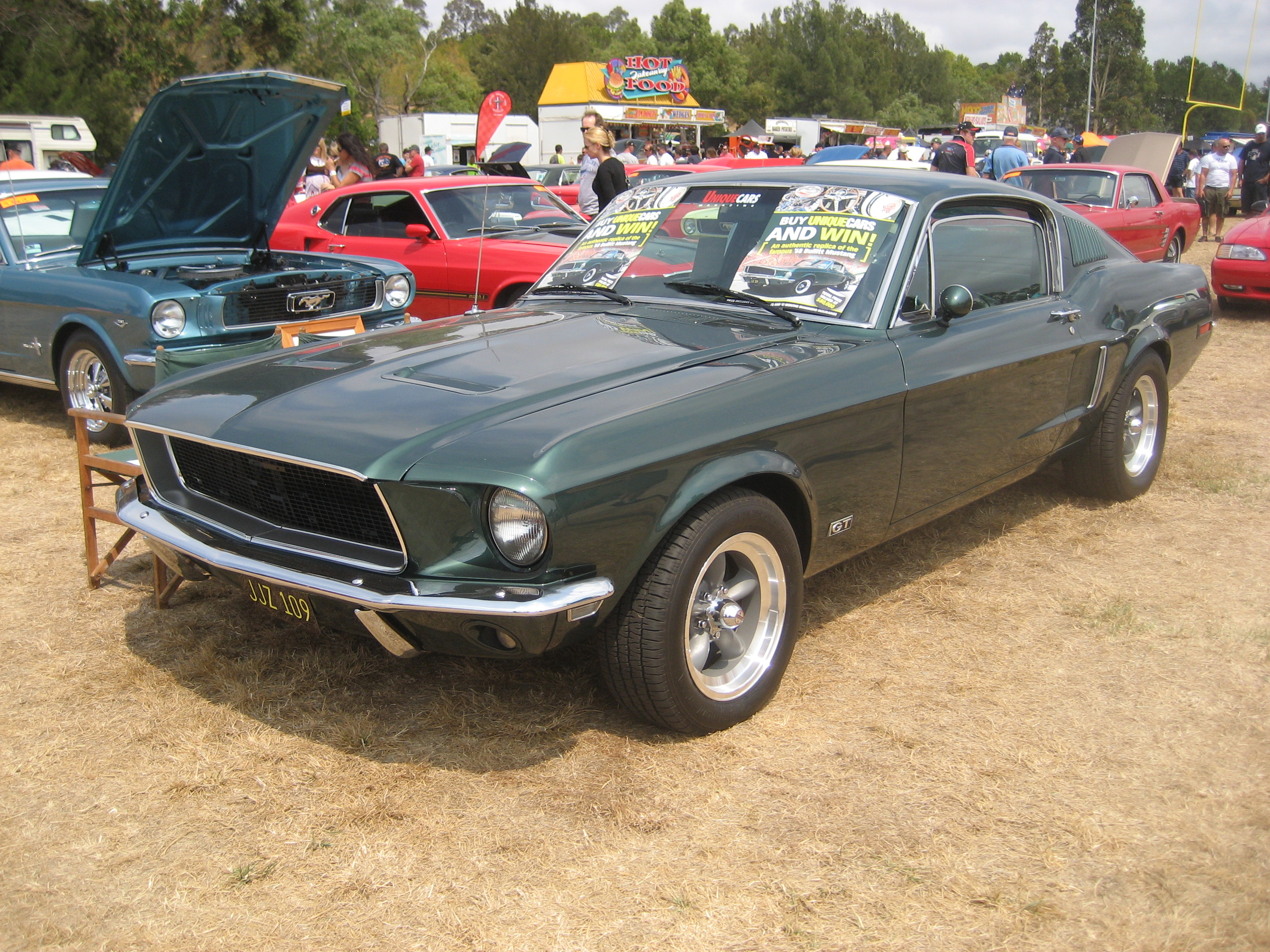
Réplique de la Ford Mustang Fastback GT 390 de 1968.

Deux Ford Mustang Fastback V8 GT 390 de 1968 à quatre vitesses manuelles (dont la Fastback immatriculée JJZ 109) furent utilisées pour la scène de poursuite. Elles furent prêtées par Ford Motor Company à Warner Bros, à la suite d'un arrangement commercial. Le moteur, les freins et les suspensions furent profondément modifiés pour la scène par un vétéran des courses sur circuit, Max Balchowsky. À la demande de Steve McQueen les voitures furent désiglées par Carroll Shelby (hormis le volant qui arbore le cobra Shelby). Ford prêta aussi deux Ford Galaxie sedan pour la poursuite, mais les producteurs trouvèrent les voitures trop lourdes pour sauter les collines de San Francisco. À la place, on leur préféra deux Dodge Charger Magnum V8 de 1968 (dont la Charger R/T 1968 V8 440 ci, soit 7,2 litres, immatriculée RDR 838). Les moteurs des deux Charger n'étaient pas modifiés, mais les suspensions furent améliorées pour pouvoir supporter les cascades.
Le réalisateur demanda des vitesses maximum de 120 à 130 km/h, mais les voitures (incluant le tournage de la scène de course-poursuite) atteignirent parfois des vitesses de 180 km/h. Le réalisateur parvint à immerger le spectateur en lui faisant adopter le point de vue du pilote, à la manière de la vue subjective d'un jeu vidéo. Le tournage des 9 minutes et 42 secondes de poursuite dura trois semaines, la première partie où Bullitt est poursuivi par les tueurs, puis l'inverse.
McQueen, en pilote accompli, conduisit sur les scènes où les voitures se frôlent, tandis que le coordinateur des cascades Carey Loftin engagea le cascadeur et pilote de moto Bud Ekins et la doublure cascade habituelle de McQueen, Loren Janes, pour la poursuite et les autres cascades dangereuses. Ekins, qui doubla McQueen dans la scène de La Grande Évasion où il saute avec sa moto par-dessus la barrière de fils barbelés, avait aussi prévu un camion de tête lors de la scène de poursuite. Le rétroviseur est soit descendu ou remonté en fonction de qui est au volant. Quand le miroir est remonté, c'est McQueen qui est au volant et quand le rétroviseur est baissé, c'est au tour d'Ekins.
Pour la course de voitures, Steve McQueen fit appel à son ami Bill Hickman (en), ancien coureur motocycliste, pour conduire le véhicule qu'il poursuit dans le film. L'acteur exigea de ne pas être doublé dans cette séquence mais dut céder le volant pour les cascades les plus difficiles à réaliser.
Steve McQueen loua un circuit afin que Bill Hickman et lui puissent s’entraîner et ainsi avoir confiance l'un dans l'autre lors des scènes où les deux voitures se frôlent,.
À cela s'ajoute le travail sur le son : lors des plans embarqués, le bruit du moteur de la Dodge (sourd et mat) et celui de la Mustang (pétaradant et plus aigu) sont sensiblement différents, ce qui produit deux ambiances distinctes à l'intérieur de chaque voiture. La scène gagne donc un certain cachet de réalisme que l'on a du mal à retrouver dans des scènes de courses-poursuites plus modernes. Les plans extérieurs avec les deux voitures sont relativement larges, ce qui permet de mieux appréhender l'ampleur de l'action : les virages qui font crisser les pneus, les sauts dans les pentes des rues de San Francisco, les dépassements tôle contre tôle sur l'autoroute, rien n'est truqué mais contrairement à la croyance populaire, ce n'est pas Steve McQueen seulement qui conduisit lors du tournage de cette scène (les compagnies d'assurance refusèrent catégoriquement), mais aussi Bud Ekins.
La scène est émaillée de faux raccords : on peut voir que la même scène est repassée plusieurs fois (le moment où ils doublent une Coccinelle verte dans une descente), mais dans des plans différents. Par ailleurs, le nombre d'enjoliveurs de la Dodge varie de façon curieuse : 4 au début, puis 3 puis 2 (après les pertes consécutives d'un enjoliveur au cours de virages serrés dans les rues de San Francisco) puis de nouveau 3 et enfin 4 lorsque la Dodge va percuter la station-service.

### Bande originale
Albums de Lalo Schifrin
Mannix
(1968) Che!
(1969)
La bande originale, d'inspiration jazzy, accompagnée de cuivres et de percussions, est enregistrée en 1968 par le compositeur, pianiste et chef d'orchestre Lalo Schifrin pour le label Warner Bros. Les morceaux enregistrés pour l'album sont des versions alternatives de celles entendues dans le film et ont été réenregistrés devant l'insistance du producteur pour donner une orientation plus pop à l'album.
Liste des titres
Toutes les musiques sont composées par Lalo Schifrin sauf si précisé :
1. Bullitt (Main Title) - 2:08
2. Room "26" - 2:23
3. Hotel Daniels - 2:53
4. The Aftermath of Love - 2:49
5. Music to Interrogate By - 2:50
6. On the Way to San Mateo - 2:31
7. Ice Pick Mike - 3:00
8. A Song for Cathy - 2:13
9. Shifting Gears - 3:17
10. Cantata for Combo - 3:05
11. The First Snowfall - 3:03 – Sonny Burke, Paul Francis Webster
12. Bullitt (End Title) - 2:39

Crédits
- Lalo Schifrin : arrangement, chef d'orchestre
- John Audino, Bud Brisbois, Tony Terran : trompette, clairon
- Milt Bernhart, Dick Noel, Lloyd Ulyate, Lew McCreary : trombone
- Bud Shank, Ronnie Lang, Gene Cipriano, Bill Perkins, Jack Nimitz : instruments à anche
- Mike Melvoin : piano, orgue électrique
- Howard Roberts, Bob Bain : guitare
- Ray Brown : basse
- Carol Kaye, Max Bennett : basse électrique
- Larry Bunker : batterie
- Inconnus : instruments à cordes
- Robert Helfer : chef d'orchestre
- Dick Hazard, George Del Barrio : arrangement

## Accueil

### Box-office
Le film est à la fois un succès critique et commercial. Avec un budget de 5,5 millions de dollars, le film en rapporte 42,3 millions rien qu'aux États-Unis, ce qui en fait le cinquième film le plus rentable de l'année 1968.

### Récompenses
- Oscar du meilleur montage en 1969.
- Prix Edgar-Allan-Poe du meilleur scénario.
- National Film Registry en 2007[2].

## Commentaires

### Analyse
- Si vous ne connaissez pas le sujet, laissez ce bandeau (vous pouvez alors contacter les auteurs).
- Si vous supprimez le contenu mis en cause (vous pouvez préalablement contacter les auteurs),

argumentez précisément cette suppression dans la page de discussion
(un manque de référence n'est pas un argument ; une recherche réelle de référence doit avoir été effectuée, être formellement documentée).
Bullitt est centré tout entier sur le personnage principal, le lieutenant Frank Bullitt, interprété par Steve McQueen ; il est présent dans chacune des scènes, excepté la scène d'introduction, l'assassinat du témoin et la scène entre Walter Chalmers et le capitaine Sam Bennett devant l'église.
De plus, le film se déroule sur une période de temps très courte, deux jours. Le scénario se concentre non seulement sur la psychologie de Bullitt mais aussi sur l'action en cours, en choisissant de ne pas s'élargir à de multiples intrigues et personnages, à l'instar des classiques du film noir, comme Le Grand Sommeil (1946) par exemple.
Le film est donc un film simple avec une intrigue facile à suivre, des personnages peu nombreux et qui parlent peu. Ceci n'empêche toutefois pas les acteurs de réaliser une performance : bien que le visage de Steve McQueen reste à tout moment quasiment impassible, stoïque, il n'en est pas moins expressif. Le caractère de Bullitt est décrit en quelques plans : il est direct, renfermé, séducteur mais romantique, incorruptible (« we all have to compromise » ; « Bullshit »), un peu filou, et il possède un profond sens du devoir. D'une esquisse presque caricaturale donnée par le scénario, Steve McQueen amène son personnage à un archétype à la Humphrey Bogart.

### Dans la culture populaire
La course-poursuite a inspiré de nombreux films :
- 1971 : French Connection, où Gene Hackman poursuit en voiture une rame de métro.
- 1971 : Le Casse, avec une course-poursuite dans les rues d'Athènes.
- 1973 : Police Puissance 7 (the Seven-Ups), inspiré des courses-poursuite de Bullitt et French Connection dans les rues de New York.
- 1983 : Le Marginal de Jacques Deray, où Jean-Paul Belmondo conduit une Ford Mustang gonflée semblable à celle de Franck Bullitt, un hommage qui aurait été exigé par l'acteur.
- 2011 : Drive, avec une course poursuite entre une Mustang et une Chrysler 300C.

Autres évocations :
- Dans le téléfilm La Classe Américaine (1993) de Michel Hazanavicius, les scènes de la poursuite de Bullit sont associées de façon humoristique à des vues intérieures d'un autre film montrant un conducteur on ne peut plus paisible.
- Dans les films Mais qui a tué Pamela Rose ? (2003) et Mais qui a re-tué Pamela Rose ? (2012), le personnage interprété par Kad Merad porte le nom de « Richard Bullitt », un clin d'œil au film.

Répliques automobiles :
- 2001, 2008 et 2018 : le constructeur Ford commercialisa une Mustang « Bullitt » en série limitée.
- 2003 : la série Fastlane présente une réplique identique de la Ford Fastback.
- 2018 : pour le cinquantième anniversaire de la sortie du film, Ford présente au salon de Détroit une Mustang Bullitt.